# Redouane Assari
 (novembre 2018).
Si vous disposez d'ouvrages ou d'articles de référence ou si vous connaissez des sites web de qualité traitant du thème abordé ici, merci de compléter l'article en donnant les références utiles à sa vérifiabilité et en les liant à la section « Notes et références ».
Redouane Assari aussi connu sous le pseudonyme de Red One, est un auteur de bande dessinée d'origine algérienne, né le 5 juin 1952 à Alger.

## Biographie
Il participe à plusieurs journaux en Algérie, au début des années 1970, dont le journal de M’Quidèch. Son style est très proche de Jidéhem ou Maurice Tillieux, notamment par une réalisation des voitures. À la disparition du journal en 1973, il retourne à l'anonymat. Le travail de ce journal est salué par la critique BD, notamment dans le fanzine Rantanplan et par le jury du festival de Lucca[réf. nécessaire]. Assari reprend le crayon en 1993 pour un journal culturel, le Jeudi d'Algérie.
En 1994, à la suite de l'assassinat de dessinateurs par les islamistes, Assari s'installe à Paris. Après dix années passées dans le dessin publicitaire, il publie une collection de livres pour enfants : Tilou, créé par Fabien et Christine Theillier.
Vingt-neuf albums sont publiés entre juillet 2004 et décembre 2005, avec la collaboration de Miguel Ramis pour le scénario et la réalisation des albums.